# Hidehiko Yoshida
Hidehiko Yoshida (jap. 吉田秀彦 Yoshida Hidehiko; ur. 3 września 1969 w Ōbu, w prefekturze Aichi) – japoński judoka i zawodnik MMA, mistrz olimpijski w judo z 1992 roku.

## Kariera sportowa

### Judo
Yoshida to jeden z najbardziej utytułowanych i popularnych japońskich zawodników judo. Był dwukrotnym mistrzem Japonii, mistrzem Azji, multimedalistą mistrzostw świata oraz mistrzem olimpijskim z Barcelony w kategorii do 78 kg. Stoczył ponad 1000 oficjalnych walk.

### Mieszane sztuki walki
Po zakończeniu kariery judoki w 2002 podpisał kontrakt z organizacją Pride FC na walki w formule MMA. Walczył przeciwko czołowym zawodnikom tej dyscypliny, efektywnie stosując umiejętności nabyte w judo. Jego ulubioną techniką kończącą było juji-gatame (dźwignia na staw łokciowy), którą zmusił do poddania m.in. Dona Frye'a, Marka Hunta czy Naoyę Ogawę (4-krotnego mistrza świata w judo).
Na gali Pride Shockwave wziął udział w walce na zasadach grapplingu przeciwko gwieździe brazylijskiego jiu-jitsu i zwycięzcy trzech turniejów UFC, Royce’owi Gracie. Pojedynek ten był promowany jako kontynuacja tradycyjnej rywalizacji judo vs brazylijskie jiu-jitsu, zapoczątkowanej walką pomiędzy Hélio Gracie (współtwórcą BJJ i ojcem Royce’a) a Masahiko Kimurą (uznawanego za judokę wszech czasów) w 1955 roku.
Yoshida położył rywala na plecy, po czym przeszedł do duszenia przy użyciu rękawa swojej judogi. Brazylijczyk zaprzestał czynnej obrony i nie odpowiadał na komendy sędziego, który uznał, że Gracie stracił przytomność. Walka została przerwana i ogłoszono zwycięstwo Yoshidy, mimo że Gracie szybko powstał z maty. Brazylijczyk złożył oficjalny protest z żądaniem uznania walki za nieodbytą, ale rezultatu nie zmieniono.
Do rewanżu doszło rok później na gali Shockwave 2003, tym razem na zmodyfikowanych zasadach MMA (obóz Brazylijczyka zażądał walki bez sędziów). Gracie dominował, ale nie zdołał poddać Yoshidy i pojedynek zakończył się automatycznym remisem.
W latach 2008–2009 Yoshida walczył dla japońskiej organizacji World Victory Road. 25 kwietnia 2010 roku stoczył na specjalnej pożegnalnej gali w Tokio swoją ostatnią walkę przeciwko Kazuhiro Nakamurze. Przegrał przez jednogłośną decyzję sędziów, po czym ogłosił zakończenie sportowej kariery.